# Моляно
Моля̀но (на италиански: Mogliano, на местен диалект Mojà, Моя) е малко градче и община в Централна Италия, провинция Мачерата, регион Марке. Разположено е на 313 m надморска височина. Населението на общината е 4854 души (към 2010 г.).